# Rue Mlynská
La rue Mlynská (forme complète : Mlynská ulica) (rue du Moulin) est une des 821 rue de Košice. 

## Situation et accès
Elle part de la cathédrale Sainte-Élisabeth vers l'est et la place de la gare. La rue est presque dans sa totalité réservée aux pietons.

## Origine du nom
La « rue Mlynská » signifie « rue du moulin » tire son nom du moulin, qui est mentionné dans un document historique de 1230. 

## Historique
Au cours de son existence, il a changé de nom à plusieurs reprises. Ses noms étaient les suivants : « Platea molaris », « Mühlgasse », « Malý utca » (rue du moulin), « Kossuth Lajos utca » de 1939 à 1945, « rue Dr. Edvard Beneš » (ulica Dr E Beneša<), « rue Benešova » et « rue Stalingradská » après 1945, puis durant la période communiste, on l'appelait « rue du Général Petrova » (ulica Generála Petrova) et « rue Petrovova » avant de prendre sa dénomination actuelle. 